# Islam Jašuev
Islam Chusejnovič Jašuev (in russo Ислам Хусейнович Яшуев?; Mesker-Jurt, 23 gennaio 1993) è un judoka russo.

## Palmarès
- Europei

Tel Aviv 2018: oro nei -60kg.
- Campionati europei under 23

Breslavia 2014: oro nei -60kg;
Bratislava 2015: oro nei -60kg.